# HD 32655
HD 32655，又名BD+42 1170，SAO 40029、HR 1644，是一颗恒星，视星等为6.2，位于銀經163.84，銀緯1.49，其B1900.0坐标为赤經4h 59m 41s，赤緯+43° 1.49′ 18″。